# Юнион (якорь)
Якорь «Юнион» — становой  якорь конструкции фирмы «Юнион» (Германия), является модификацией якоря Холла.

## Конструкция
«Юнион» отличается от якоря Холла удлинёнными и более широкими лапами, более коротким веретеном, на котором нет острых граней. Веретено связано с коробкой шаровым соединением и может отклонятся в стороны на 10 градусов. Это делает якорь более устойчивым в грунте при смене ветра или течения, когда судно начинает «рыскать» и направление натяжения якорь-цепи меняется. При этом якорь не раскачивается из стороны в сторону и не взламывает грунт.
Якорь «Юнион» выпускался в весовой категории от 400 кг до 18 т.